# Whitsitt Chapel
Whitsitt Chapel (с англ. — «Часовня Уитситта») — седьмой студийный альбом американского кантри-рок музыканта Джелли Ролла, вышедший 2 июня 2023 года на лейбле BBR Music Group. Это его первый альбом в стиле кантри, включающий совместные работы с Брэнтли Гилбертом, Стрэглом Дженнингсом, Yelawolf и Лейни Уилсон. Ему предшествовали синглы «Need a Favor» и «Save Me» с Уилсон. Песни «She» и «Unlive» также были выпущены до альбома.

## Об альбоме
Джелли Ролл описал альбом как «настоящую музыку для настоящих людей с настоящими проблемами» и «о росте и благодарности, происходящих в моей жизни», заявив, что хотел «создать проект, который бы вселял надежду». Он назвал его в честь часовни в Антиоке (Теннесси), которую он раньше посещал, что повлияло на альбом и его темы «греха и искупления».
Песни «She» и «Unlive» с Yelawolf были выпущены до альбома 30 ноября 2022 года и 14 апреля 2023 года, соответственно.

## Отзывы
| Оценки критиков     | Оценки критиков |
| Источник            | Оценка          |
| ------------------- | --------------- |
| Entertainment Focus | [ 7 ]           |
| Rock 'n' Load Mag   | 10/10           |

Джеймс Дейкин из Entertainment Focus считает, что «одного прослушивания будет достаточно, чтобы убедиться в уникальной перспективе и оригинальном вкладе этого исполнителя в жанр» кантри-музыки, назвав альбом «сырым, честным и мощным». Эд Форд из Rock 'n' Load Mag похвалил «гравильный вокал Джелли Ролла на фоне плавных инструментов», отметив, что слушатели «будут очарованы повествованием», которое «будет длиться на протяжении всего альбома». Форд также выразил мнение, что в «Whitsitt Chapel» «действительно есть все, а главное — он захватывает вас и не отпускает», назвав его лучшим «универсальным» альбомом, который он слышал в 2023 году.
Лесли Джейнс из «The Nash News» пишет, что Джелли Ролл «воплощает в себе различные музыкальные стили, но при этом ему удается создать один из самых цельных альбомов этого года. Его стремление записать альбом, состоящий из песен, которые могут быть близки грешникам, оправдалось. Джелли Ролл что-то задумал, и все должны обратить на него внимание». Билли Дьюкс из Taste of Country описал его как «альбом для изгоя внутри каждого из нас» без каких-либо наполняющих треков.

## Награды и номинации
| Организация                     | Год  | Категория      | Результат | Ссылка |
| ------------------------------- | ---- | -------------- | --------- | ------ |
| Nickelodeon Kids’ Choice Awards | 2024 | Favorite Album | Номинация | [ 10 ] |

## Композиции
| №                   | Название                                                | Автор(ы)                                                                              | Продюсеры            | Длительность |
| ------------------- | ------------------------------------------------------- | ------------------------------------------------------------------------------------- | -------------------- | ------------ |
| 1.                  | «Halfway to Hell»                                       | Jason DeFord Jesse Frasure Matt Jenkins Jessie Jo Dillon                              | Frasure Zach Crowell | 2:58         |
| 2.                  | «Church»                                                | DeFord Michael Hardy David Garcia                                                     | Crowell Garcia       | 3:40         |
| 3.                  | «The Lost»                                              | DeFord Frasure Миранда Ламберт                                                        | Frasure Crowell      | 3:19         |
| 4.                  | «Behind Bars» (с Брэнтли Гилбертом и Struggle Jennings) | DeFord Брэнтли Гилберт Michael Whitworth Andrew Baylis Brock Berryhill Austin Nivarel | Baylis Berryhill     | 2:57         |
| 5.                  | «Nail Me»                                               | DeFord Kevin "Thrasher" Gruft Nivarel                                                 | Crowell              | 2:41         |
| 6.                  | «Hold on Me»                                            | DeFord Хиллари Линдси Alysa Vanderheim Michael Whitworth                              | Crowell              | 3:36         |
| 7.                  | «Kill a Man»                                            | DeFord Riley Thomas Baylis Whitworth                                                  | Crowell              | 3:04         |
| 8.                  | «Unlive» (с Yelawolf)                                   | DeFord Ashley McBryde Baylis Zach Crowell Michael Wayne Atha                          | Crowell              | 3:57         |
| 9.                  | «Save Me» (с Лейни Уилсон)                              | DeFord David Ray Stevens                                                              | Crowell Stevens      | 3:57         |
| 10.                 | «She»                                                   | DeFord Nivarel Gruft                                                                  | Gruft                | 2:53         |
| 11.                 | «Need a Favor»                                          | DeFord Nivarel Joe Ragosta Rob Ragosta                                                | Nivarel              | 3:17         |
| 12.                 | «Dancing with the Devil»                                | DeFord Hunter Phelps Crowell                                                          | Crowell              | 3:37         |
| 13.                 | «Hungover in a Church Pew»                              | DeFord Phelps Crowell                                                                 | Crowell              | 3:30         |
| Общая длительность: | Общая длительность:                                     | Общая длительность:                                                                   | Общая длительность:  | 43:26        |

## Чарты
| Чарт (2023)                                  | Высшая позиция |
| -------------------------------------------- | -------------- |
| Австралия (Country Albums, ARIA)             | 15             |
| Австралия (Hitseekers Albums, ARIA)          | 9              |
| Канада (Canadian Albums Chart)               | 22             |
| Великобритания (UK Digital Albums Chart)     | 48             |
| Великобритания (UK Country Albums Chart)     | 4              |
| Великобритания (UK Independent Albums Chart) | 38             |
| США (Billboard 200)                          | 3              |
| США (Billboard Independent Albums)           | 1              |
| США (Billboard Top Country Albums)           | 2              |
| США (Billboard Top Rock Albums)              | 1              |